# Погані вісті від ляльки
Погані вісті від ляльки — детектив Джеймса Гедлі Чейза виданий 1940 року. Оригінальна назва: «The Doll's Bad News». Події відбуваються в США (Нью-Йорк, Кі-Вест).

## Сюжет
Боротьба з работорговцями.

## Зміст
5 розділів

## Персонажі
Посилання на місце персони в тексті 17-го тому з 32-х томника.
- Айк Буш — інформатор Феннера 27-1н

- Алекс Мік — боєць Ноолена 106-8

- Багсі — боєць Піо 46-2
- Борг — боєць Піо 35-9н

- Глорія Лідлєр — дружина Ноолена 50-7
- Гроссет — молодик з компанії «Д. А.» 14-9
- Дейлі Меріан — клієнтка Феннера 7-15н, неіснуюча особа в роль якої ввійшла Глорія
- донька Ліндсея Андре — 128
- Камерінскі — боєць Ноолена 106-7
- Карлос Піо — вожак банди работорговців 33-2
- Кейн Руг — боєць Піо 35-9н
- Кєрлі Роббінс — дружина Тейлора 33-26
- Кротті — протежист Феннера 35-21
- Ліндсей Андре — клієнт Феннера, батько дівчини вбитої  Гаррі Тейлором 12-8н
- Міллер — боєць Піо 35-8н
- Найтінгейл Бак — трунар 28-19н
- Ноолен — чоловік Глорії, власник казино 47_2н
- Паула Долан — секретарка Феннера 4_2
- Рейгер — помічник Піо 35-23
- Скалфоні — боєць Ноолена 106-6,7, загинув 118-9_11
- Тейлор Гаррі — власник яхти «Ненсі Є» 47-16,17
- Феннер Дейв (Діззі) (псевдо: Росс Дейв)— приватний детектив, бувший репортер дрібної газети, головний герой 4
- Хоскіс — агент ФБР 54-2н
- Шіф — боєць Ноолена 106-5

## Видання
Т.17 з Зібрання в 32 томах: с.3—130

## Тексти в інтернеті
https://loveread.ec